# ルジムマエータグ
ルジムマエータグ（アラビア語: رجيم معتوق 英語: Rjim Maatoug）はチュニジア南西部、ケビリ県西部に位置する都市。

## 概要
人口は3人。ガンビアのバッラと姉妹都市連携をしている。